# REN21
REN21  of Renewable Energy Policy Network for the 21st Century is een netwerk van organisaties dat een forum is voor internationale samenwerking op het vlak van duurzame energie om kennis en technische ontwikkelingen uit te wisselen. 
Het overlegplatform werd opgestart in juni 2005 als gevolg van een discussie op het International Conference for Renewable Energies in Bonn. Het dient als een soort flexibel overleg naast bestaande officiële organisaties. 
Het hoofdkwartier van de organisatie is gevestigd in Parijs met de steun van de VN-Milieuprogramma en het Internationaal Energieagentschap. 

## Renewables Global Status Report
REN21 publiceert internationale rapporten waaronder jaarlijks het Renewables Global Status Report, sinds 2005 in samenwerking met Eric Martinot en Janet Sawin.